# Broughton Island (Neuseeland)
Broughton Island ist die zweitgrößte Insel im Archipel der zu Neuseeland gehörenden Snaresinseln im südwestlichen Pazifischen Ozean, rund 200 km südlich der Südinsel Neuseelands gelegen. Die Insel ist benannt nach William Robert Broughton, einem britischen Marineoffizier und Entdecker der Snaresinseln.

## Geographie
Broughton Island liegt im Südosten der Snaresinseln, nur wenige Hundert Meter südlich von North East Island, der größten Insel des Archipels. Die unbewohnte Insel ist etwa 1 km lang, bis zu 0,5 km breit und weist teils steile Küstenkliffs auf. Sie erreicht eine Höhe von bis zu 86 m über dem Meer, was sie zur zweithöchsten Insel der Inselgruppe macht.